# Apolos

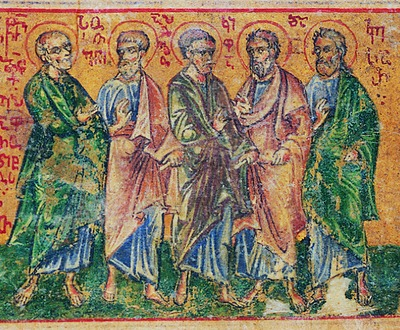
Representación de Epafrodito, Sóstenes, Apolos, Cefas de Iconio y César de Dirraquio

Apolos (Griego: Ἀπολλώς) fue un judío del siglo I, mencionado varias veces en el Nuevo Testamento. Un contemporáneo del Apóstol Pablo que jugó una función importante en el desarrollo temprano de las congregaciones de Éfeso y Corinto. La Iglesia católica lo conmemora el 13 de febrero.

## Referencia bíblica
Apolos es el primero en ser mencionado como predicador cristiano, quien había venido a Éfeso (probablemente en el año 52-3), donde fue descrito como  «ferviente en espíritu,  habló y enseñó con exactitud las cosas relacionadas con Jesús, aunque sepa sólo el bautismo de Juan» (Hechos 18:24-25). Priscila y Aquila, un par cristianos judíos que habían venido a Éfeso con el Apóstol Pablo, instruyeron a Apolos:
«Cuando Priscila y Aquila le oyeron, lo llevaron aparte y le explicaron la manera de Dios más adecuadamente».[Hechos 18:26]. Las diferencias entre las dos comprensiones probablemente estaban relacionadas al bautismo en el Espíritu Santo, ya que Apolos «conocía sólo el bautismo de Juan». Más tarde, en ausencia de Apolos, sucede un encuentro entre Pablo y algunos discípulos en Éfeso:
Antes de la llegada de Pablo, Apolos se había mudado de Éfeso a Acaya [Hechos 18:27]  y vivía en Corinto, la capital provincial de Acaya.(Hechos 19:1). El libro de Hechos informa que Apolos llegó a Acaya con una carta de recomendación de los cristianos de Éfeso quienes «escribieron a los discípulos que le recibiesen; y llegado él allá, fue de gran provecho a los que por la gracia habían creído; porque con gran vehemencia refutaba públicamente a los judíos, demostrando por las Escrituras que Jesús era el Cristo». (Hechos 18:27-28).
La primera epístola de Pablo a los corintios (55 AD) menciona a Apolos como una figura importante en Corinto. Pablo describió la función de Apolos en Corinto: «Yo planté, Apolos regó, pero Dios siguió haciéndolo crecer» [1 corintios 3:6] No hay ninguna indicación de que Apolos fuera favorecido o aprobara una sobreestimación de su persona.Pablo le instó para ir a Corinto, pero Apolos lo rechazó, declarando que iría más tarde cuando tuviera una oportunidad.[1 corintios 16:12]
Apolos es mencionado más de una vez en el Nuevo Testamento. En la Epístola a Tito, dice: «A Zenas intérprete de la ley, y a Apolos, encamínales con solicitud, de modo que nada les falte». (Tito 3:13).

## Información extrabíblica
Jerónimo declara que Apolos estaba tan descontento con la división en Corinto, que se retiró a Creta con Zenas, el abogado; y cuando la congregación fue curada por las cartas de Pablo, Apolos regresó a la ciudad, y se convirtió en su obispo. Versiones menos probables, lo mencionan como obispo de Duras, o de Iconio en Frigia, o de Cesarea.

## Importancia
Martín Lutero y algunos eruditos estudiosos modernos han propuesto a Apolos como el autor de la Epístola a los Hebreos, más que Pablo de Tarso o Bernabé. Ambos, Apolos y Bernabé, eran cristianos judíos con autoridad intelectual suficiente.  Sin embargo, no hay textos supervivientes conocidos que se atribuyan a Apolos.
El Comentario de Púlpito le describe como «un hombre muy notable» y reconoce que Pablo lo tenía en gran estima.
El origen de Apolos en Alejandría ha dado lugar a especulaciones de que haya predicado en el estilo alegórico de Filón de Alejandría. El teólogo Jerome Murphy-O'Connor, por ejemplo, comentó: «es difícil de imaginar que un judío de Alejandría ... pudiera haber escapado de la influencia de Filón, el gran dirigente intelectual ... al parecer se ha mostrado especialmente preocupado con educación y predicando».
Apolos está considerado como santo por varias iglesias religiosas, incluyendo el Iglesia luterana Sínodo de Misuri, los cuales mantienen una conmemoración para él, junto con los santos Aquila y Priscila, el 13 de febrero.